# Haitianisch-portugiesische Beziehungen
Die haitianisch-portugiesischen Beziehungen umfassen die bilateralen Beziehungen zwischen Haiti und Portugal. Sie unterhalten mindestens seit 1956 diplomatische Beziehungen.
Ihr heutiges Verhältnis gilt als freundschaftlich, ist bisher jedoch mangels bedeutender politischer, wirtschaftlicher oder kultureller Berührungspunkte noch wenig intensiv. Das zwischenstaatliche Verhältnis, das bislang vor allem anlassbezogen in portugiesischer Hilfe nach Naturkatastrophen bestand, soll zukünftig verbessert werden, mit einem Hochschulkooperationsabkommen im Jahr 2020 als erstem Schritt. Sie gehören beide einigen internationalen Institutionen an, darunter die Lateinische Union, die Welthandelsorganisation und die Vereinten Nationen (UN) mit ihren UN-Sonderorganisationen, zudem ist Haiti Mitglied der Organisation Amerikanischer Staaten (OAS), bei der Portugal einen Beobachterstatus hat.
Bislang bestimmten am regelmäßigsten die zivilgesellschaftlichen Kontakte in Sport oder Kultur ihr Verhältnis. Zudem sind portugiesische Hilfsorganisationen immer wieder in Haiti aktiv, darunter die Assistência Médica Internacional (AMI), die mehrfach dort wirkte und nach dem Erdbeben in Haiti 2010 mehrere Flüchtlingslager führte. Auch kirchliche Stiftungen und Missionare aus Portugal sind teils dauerhaft in Haiti tätig.
Eine nennenswerte gegenseitige Migration besteht nicht. Im Jahr 2021 waren 14 haitianische Staatsbürger in Portugal und sechs portugiesische Staatsbürger in Haiti gemeldet.

## Geschichte

### Bis zum Zweiten Weltkrieg

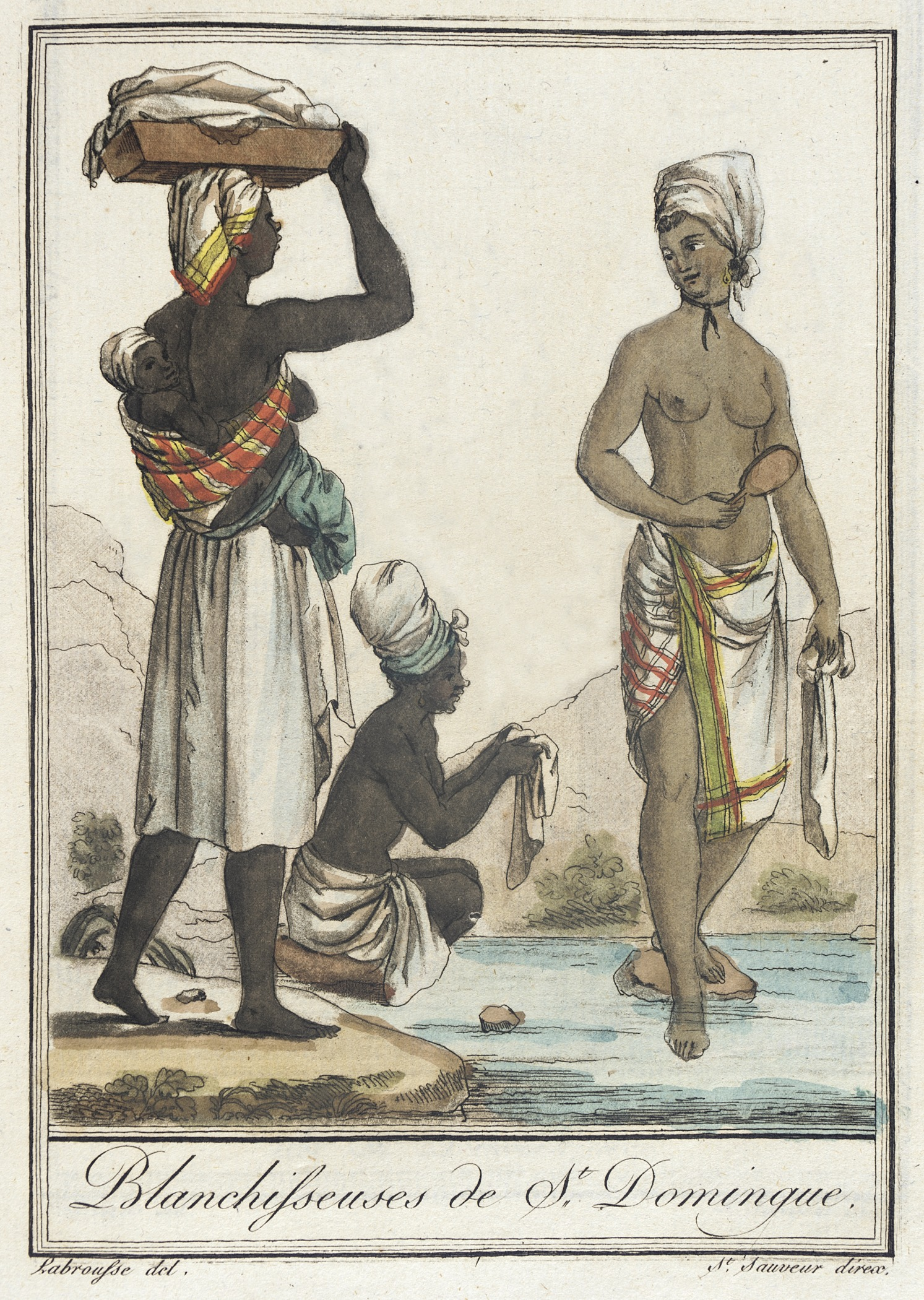
Waschfrauen im späteren Haiti um 1797: ein bedeutender Anteil der Sklaven kam, vor allem anfänglich, über portugiesische Handelsverbindungen hierher.

Die Insel Hispaniola mit dem heutigen Haiti wurde 1492 von Christoph Kolumbus für Spanien entdeckt. Gemäß dem Vertrag von Tordesillas fielen die Inseln in die spanische Sphäre, so dass Haiti kein Teil des portugiesischen Weltreichs wurde, jedoch Handelsbeziehungen entstanden. Insbesondere kamen im erweiterten atlantischen Dreieckshandel vor allem Sklaven aus den portugiesischen Niederlassungen an der Westküste Afrikas nach Haiti, für die dortig sich ausbreitende Plantagenwirtschaft der Spanier. Dieser atlantische Sklavenhandel lief nach dem beginnenden Sklavereiverbot Portugals im 18. Jahrhundert in der Realität nur langsam aus, jedoch hatten bereits im Verlauf des 16. Jahrhunderts Sklavenhändler anderer europäischer Kolonialmächte den Handel immer stärker übernommen.
Mit der Flucht der jüdischen Marranen aus Portugal gingen Anfang des 16. Jahrhunderts zahlreiche dieser Sepharden nach Nordeuropa. Aus diesen sephardischen Gemeinden wanderten in Schüben auch Gruppen in die Karibik aus, insbesondere im 17. Jahrhundert. Portugiesische Marranen kamen so auch nach Hispaniola, wobei sie sich laut den hinterlassenen Spuren in Dokumenten und Friedhöfen stärker im (später unabhängigen, spanisch geprägten) Ostteil der Insel und weniger im heutigen Haiti niederließen. Der haitianische Rugbyspieler Constantin Henriquez etwa entstammte einer solchen sephardischen Familie.
Ab dem späten 17. Jahrhundert wurde der Westteil Hispaniolas zunehmend französisch und 1697 offiziell eine französische Kolonie. Haiti erkämpfte sich mit der Haitianischen Revolution mühsam seine 1804 ausgerufene Unabhängigkeit als Kaiserreich Haiti, als erstes Land Lateinamerikas und als zweites des ganzen Kontinents (nach den USA 1776). Nach einer wechselvollen Geschichte, mit dem Abfall der Dominikanischen Republik (1844) und der US-amerikanischen Besetzung Haitis (1915–1934) als einschneidendsten Ereignissen einer Reihe innen- und außenpolitischen Krisen, wurde das anfängliche Kaiserreich Haiti 1934 als Republik wieder unabhängig.
Das von seinem repressiven Präsidenten Élie Lescot regierte Haiti trat 1941 auf Druck der USA an deren Seite in den Zweiten Weltkrieg ein, entsandte jedoch keine Soldaten ins Kriegsgeschehen. Portugal blieb unter seinem seit 1932 uneingeschränkt herrschenden, semi-faschistischen Diktator Salazar ganz neutral. Einer Reihe jüdischer Emigranten, die aus dem Herrschaftsbereich Nazideutschlands fliehen mussten, gelang es nach dem Fall Frankreichs 1940, ein Visum für Haiti zu bekommen. Dank humanistisch gesinnten portugiesischen Konsuln, die sich über die strengen Vorgaben des strikt auf Neutralität bedachten Salazars hinwegsetzten, erhielten auch diese Flüchtlinge mit Visa für Haiti ein Einreisevisum nach Portugal und flüchteten von dort weiter über den Atlantik oder blieben aus finanziellen oder visatechnischen Gründen in Portugal. Bekannt wurden dabei helfende Konsuln wie Aristides de Sousa Mendes in Frankreich, Alberto da Veiga Simões in Deutschland, Giuseppe Agenore Magno (portugiesischer Honorarkonsul in Mailand) und Alfredo Casanova (portugiesischer Konsul in Genua) in Italien, Carlos Sampaio Garrido in Ungarn und andere.

### Seit dem Zweiten Weltkrieg
Haiti, unter seinem antikommunistischen Präsidenten Paul Eugène Magloire, und Portugal, unter seinem ebenso antikommunistischen Diktator Salazar, näherten sich in den 1950er Jahren etwas an, wenn auch nur wenig. Sie nahmen diplomatische Beziehungen auf (oder erneuerten eventuell bereits ältere bestehende), und Portugals Botschafter in Kuba, João Rodrigues Simões Affra, akkreditierte sich 1956 als erster Vertreter seines Landes in Haiti.

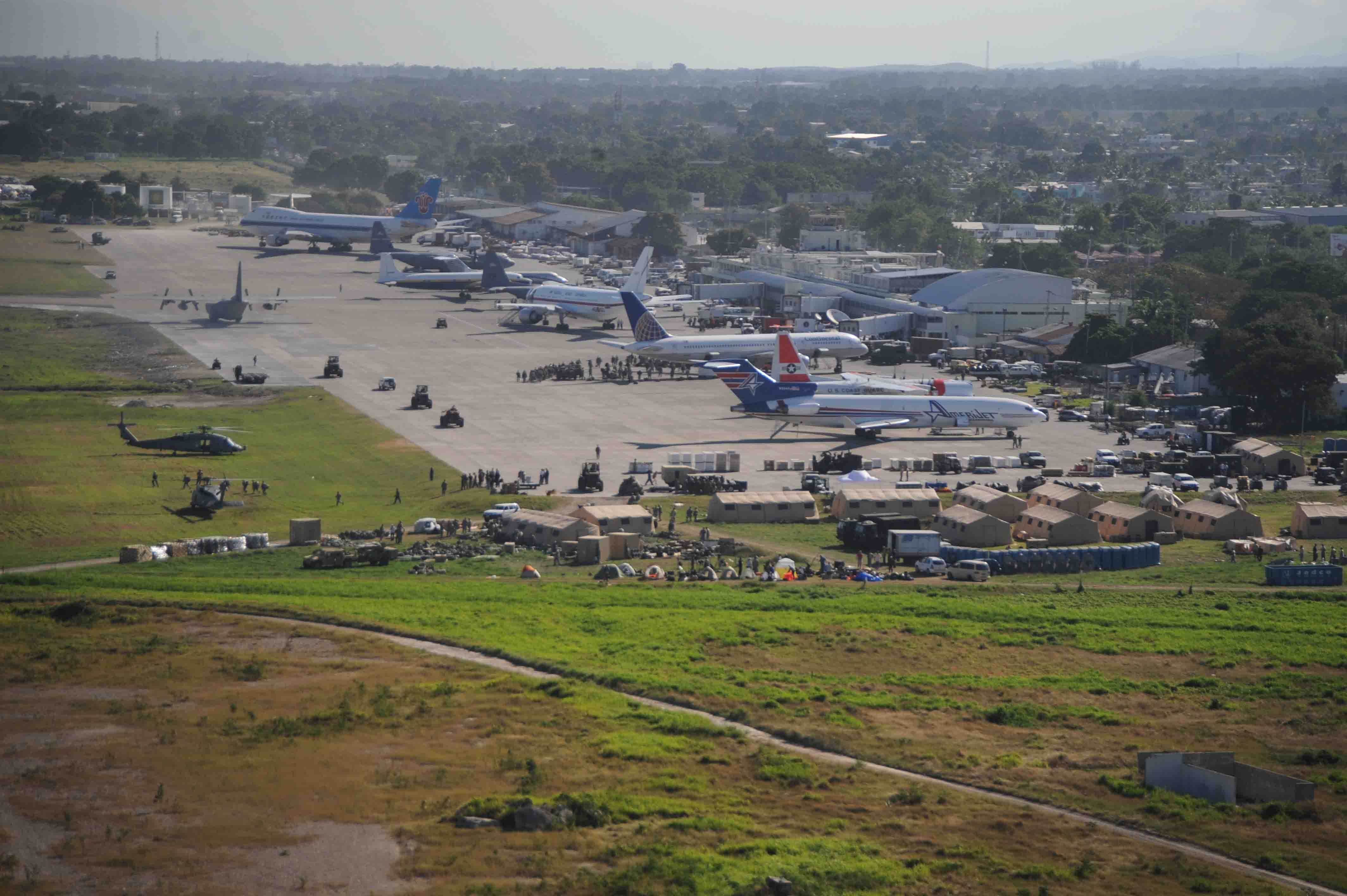
17. Januar 2010: Internationale Hilfslieferungen werden am Flughafen Port-au-Prince entladen. Auch Portugal entsandte schnelle Hilfe nach dem Erdbeben in Haiti 2010.

Portugal wurde nun jedoch international zunehmend isoliert, insbesondere nach Beginn seines Kolonialkriegs ab 1961, und war nach der Nelkenrevolution 1974 und dem folgenden Ende der Estado-Novo-Diktatur und des Kolonialkriegs mit seinem innenpolitischen Umbau und seiner außenpolitischen Neuorientierung beschäftigt, in der Haiti keine Rolle spielte. Die Duvalier-Diktatur Haitis (1957–1986) hatte ebenfalls kaum Kontakte und kein Interesse an dem zur Demokratie zurückgekehrten, anfänglich sozialistisch orientierten Portugal, das sich nun zunehmend europäisch orientierte (1986 Beitritt zur heutigen EU).
Über die seit 1986 anhaltenden innenpolitischen Krisen Haitis wurde auch in Portugal breit berichtet, besonders aber über in Haiti wütende Naturkatastrophen. So nahm man am Erdbeben in Haiti 2010 besonderen Anteil. Die Portugiesische Luftwaffe entsandte als Soforthilfe ein C-130-Transportflugzeug mit Material und Hilfskräften des portugiesischen Zivilschutzes und der Feuerwehr, und mit einer medizinische Mannschaft, die ein Lazarett und Flüchtlingslager für 750 Menschen einrichtete. Es folgten weitere Hilfseinsätze von portugiesischen NGOs und offiziellen Stellen.
Auf Initiative der jungen haitianischen Managerin Hildegard Epstein Cassis entstand 2008 eine erste diplomatische Vertretung Portugals in Haiti, mit ihr als Konsulin des ersten portugiesischen Honorarkonsulariats im Land. Sie war danach auch Ansprechpartnerin und Kontaktstelle bei Krisen und Naturkatastrophen, etwa beim verheerenden Erdbeben in Haiti 2021, als die sechs konsularisch registrierten, sämtlich unverletzt gebliebenen Portugiesen in Haiti von ihr kontaktiert wurden und sie an die zuständige portugiesische Botschaft in Havanna berichtete.
Im Jahr 2020 vereinbarten die zuständige Vertreterin des haitianischen Außenministeriums und der für die Hochschulbildung zuständige portugiesische Staatssekretär in der haitianischen Botschaft in Madrid eine Zusammenarbeit im Bildungsbereich. Insbesondere ein vielfältiger Austausch zwischen Hochschulen beider Länder und ein Zugang für haitianische Studenten zu portugiesische Hochschuleinrichtungen sollen dabei eine stärkere Annäherung beider Länder einleiten. Die tiefe Krise in Haiti seit 2018, die seit 2021 noch weiter eskalierte, verhinderte bisher jedoch eine weitere Annäherung.

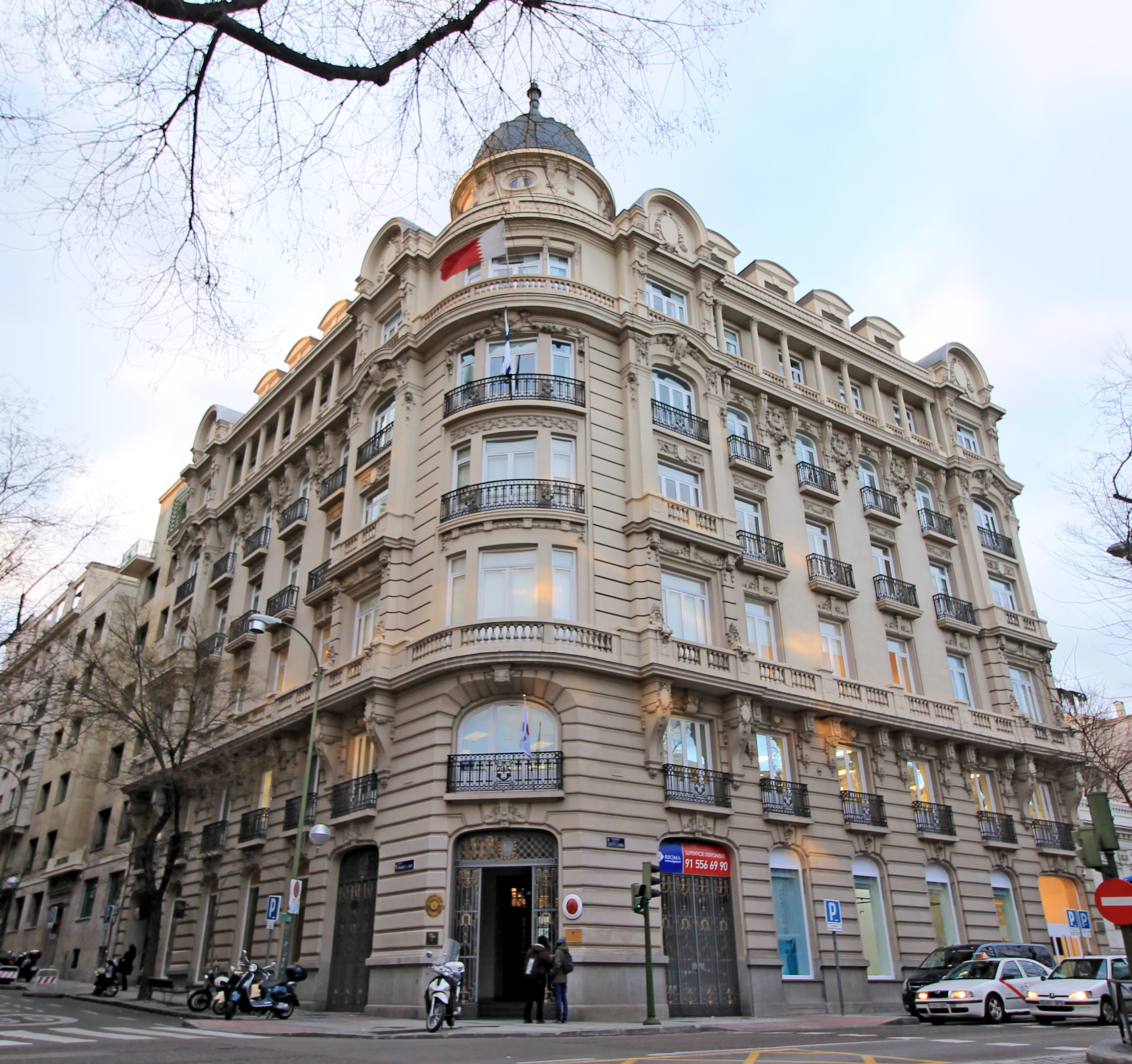
Im Gebäude Edificio Castellana 15 in der spanischen Hauptstadt Madrid ist auch die Botschaft Haitis untergebracht, die auch für Portugal zuständig ist.

## Diplomatie
Haiti unterhält keine eigene Botschaft in Portugal, das Land gehört zum Amtsbezirk der haitianischen Botschaft in der spanischen Hauptstadt Madrid. Haitianische Konsulate sind in Portugal bislang ebenfalls nicht eingerichtet (Stand 2024).
Portugal unterhält ebenfalls keine eigene Botschaft in Haiti, das Land gehört zum Amtsbezirk der portugiesischen Botschaft in Kuba. In der haitianischen Hauptstadt Port-au-Prince ist seit 2008 ein portugiesisches Honorarkonsulat eingerichtet.

## Wirtschaft

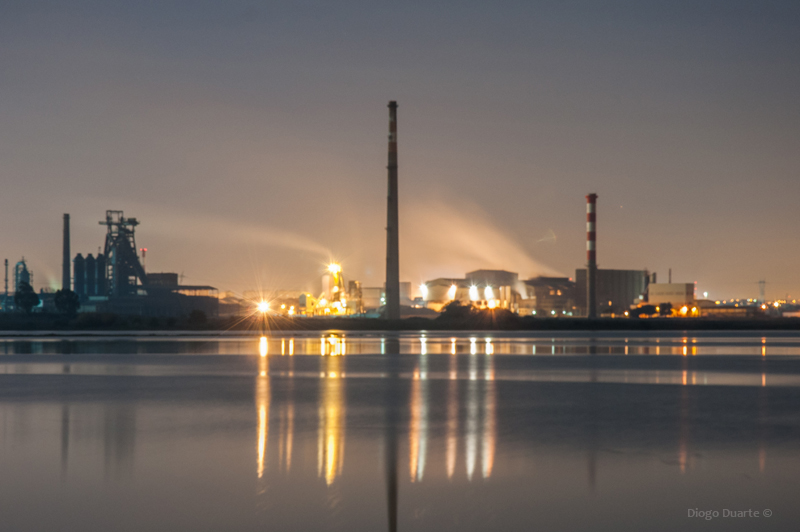
Anlagen des portugiesischen Chemieunternehmens CUF in Barreiro: Nach elektrischen Geräten und Maschinen bestimmen chemisch erzeugte Industrieprodukte die Ausfuhren Portugals nach Haiti, von wo vor allem textile Materialien und Perlen und Produkte aus ihnen nach Portugal gehen.

Der haitianisch-portugiesische Handel ist schwach ausgeprägt und unterliegt zudem starken Veränderungen dabei, bedingt vor allem durch die innenpolitischen und wirtschaftlichen Krisen in Haiti. Im Jahr 2023 belief sich das Handelsvolumen auf 0,555 Mio. Euro (2022: 1,255 Mio.; 2021: 2,195 Mio.; 2020:: 2,984 Mio.; 2019: 3,357 Mio.; 2018: 3,502 Mio.; 2017: 3,673 Mio.; 2016: 4,569 Mio.; 2015: 0,416 Mio.; 2010: 0,400 Mio.; 2005: 0,337 Mio.; 2000: 0,516 Mio.), mit einem traditionell ganz überwiegenden Handelsbilanzüberschuss zu Gunsten Portugals von 0,411 Mio. Euro (2022: 1,043 Mio.; 2021: 2,042 Mio.; 2020: 2,850 Mio.; 2019: 3,315 Mio.; 2018: 3,452 Mio.; 2017: 3,623 Mio.; 2016: 4,509 Mio.; 2015: 0,307 Mio.; 2010: 0,284 Mio.; 2005: 0,337 Mio.; 2000: 0,516 Mio.).
Im Jahr 2023 führte Haiti Waren und Dienstleistungen im Wert von 0,072 Mio. Euro nach Portugal aus, davon 43,7 % Industrieausstattungen und 55,5 % Konsumgüter.
Im gleichen Jahr exportierte Portugal Waren und Dienstleistungen im Wert von 0,483 Mio. Euro nach Haiti, davon 30,6 % Maschinen und Geräte, 25,0 % Konsumgüter, 22,3 % Lebensmittel und Getränke, und 22,1 % Industrieausstattungen.

## Kultur
Das Instituto Camões, das portugiesische Kulturinstitut, ist nicht in Haiti tätig. Da zudem  weder gegenseitige Botschaften bestehen noch Freundschaftsgesellschaften bekannt sind, hängt der bilaterale Kulturaustausch von anderen, kleineren Einrichtungen und von privaten Initiativen ab.
Der Lissabonner Ableger des INSCRIRE-Projektes (Garten der Menschenrechte) unterhält in Haiti zwei partizipative Kunstprojekte und Schulkooperationen.
Gelegentlich treten haitianische Musiker auch in Portugal auf, etwa die haitianisch-kanadische Sängerin Mélissa Laveaux, die 2014 beim wichtigsten portugiesischen Weltmusikfestival, dem FMM Festival das Musicas do Mundo in Sines gastierte.

## Sport

### Fußball

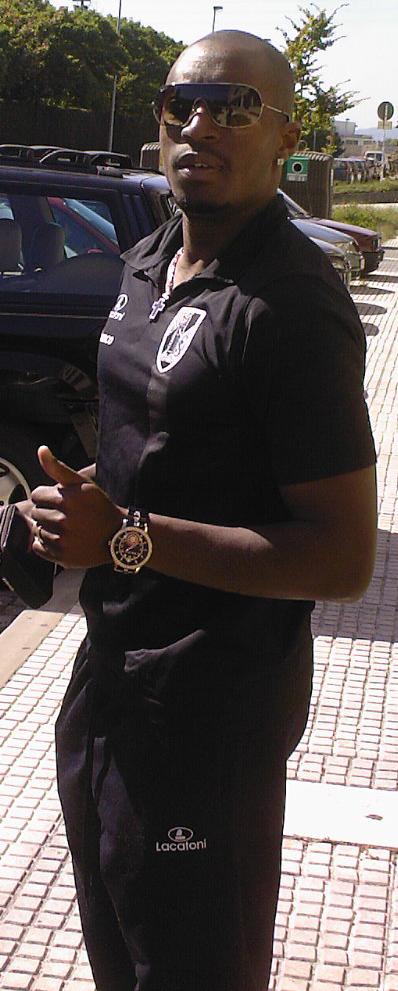
Yves Desmarets 2009 im Trikot von Vitória Guimarães, wo er u. a. im UEFA-Pokal 2008/09 spielte.

Die Haitianische und die Portugiesische Fußballnationalmannschaft der Frauen spielten bislang einmal gegeneinander, das Spiel am 11. November 2022 in Lissabon endete 5:0 für die Portugiesinnen. Die Haitianische und die Portugiesische Fußballnationalmannschaft der Männer sind bislang noch nicht aufeinander getroffen (alles Stand April 2025).
Die haitianische Nationalspielerin Anyssa Ibrahim wechselte 2024 von Turbine Potsdam zum portugiesischen Klub Clube de Albergaria, und ihre Nationalmannschaftskollegin Claire Constant spielt seit 2023 für den SC União Torreense, dessen Vereinsfarben überdies zufällig denen der Flagge Haitis entsprechen. Auch der Jungnationalspieler Dany Jean läuft seit 2025 für den SC Torreense auf.
Der haitianische Nationalspieler Yves Desmarets spielte bereits bei mehreren portugiesischen Klubs. Auch andere Nationalspieler Haitis wie Ruben Providence, Carnejy Antoine, Alex Junior Christian, Christiano François, Mechack Jérôme, Samuel Pompée oder der in Dänemark geborene Jeppe Simonsen spielten bereits in Portugal. Haitis Nationaltorhüter Josué Duverger begann 2015 seine Klublaufbahn als 15-jähriger bei Belenenses Lissabon und spielte danach bei verschiedenen portugiesischen Vereinen, bis er 2024 zum FC Cosmos Koblenz nach Deutschland wechselte.
Der haitianische Nationalspieler Jean Alcénat begann 2009 beim portugiesischen Klub Leixões SC seine internationale Laufbahn. 2011 wechselte er zum Rio Ave FC, ging 2012 dann nach Rumänien, und kehrte 2016 für zwei Jahre beim CD Feirense nach Portugal zurück.

### Andere
Sportler beider Länder begegnen sich bei einer Vielzahl internationaler Veranstaltungen, darunter auch die Olympischen Spiele, an deren Sommerspiele Haiti seit 1900 und Portugal seit 1912 teilnimmt. Haiti konnte bisher zwei Medaillen gewinnen (1 × Silber und 1× Bronze), während Portugal bislang 24 Medaillen errungen konnte (4 × Gold, 8 × Silber und 12 × Bronze). An den Winterspielen nahm Haiti 2022 das erste Mal teil, Portugal 1952. Medaillen gewannen sie beide bisher keine dabei (alles Stand 2025).
Im Rahmen der Special Olympics treffen auch Sportler beider Länder mit geistiger Beeinträchtigung und Mehrfachbeeinträchtigung aufeinander. Special Olympics Haiti gründete sich 2003, Special Olympics Portugal startete 1987.